# Heinrich I. Erndel
Heinrich I. Erndel (getauft am 15. Juli 1569 in Regensburg; bestattet am 15. Juni 1623 in Wolfenbüttel) war kaiserlicher Leib- und Hofapotheker in Prag.

## Werdegang

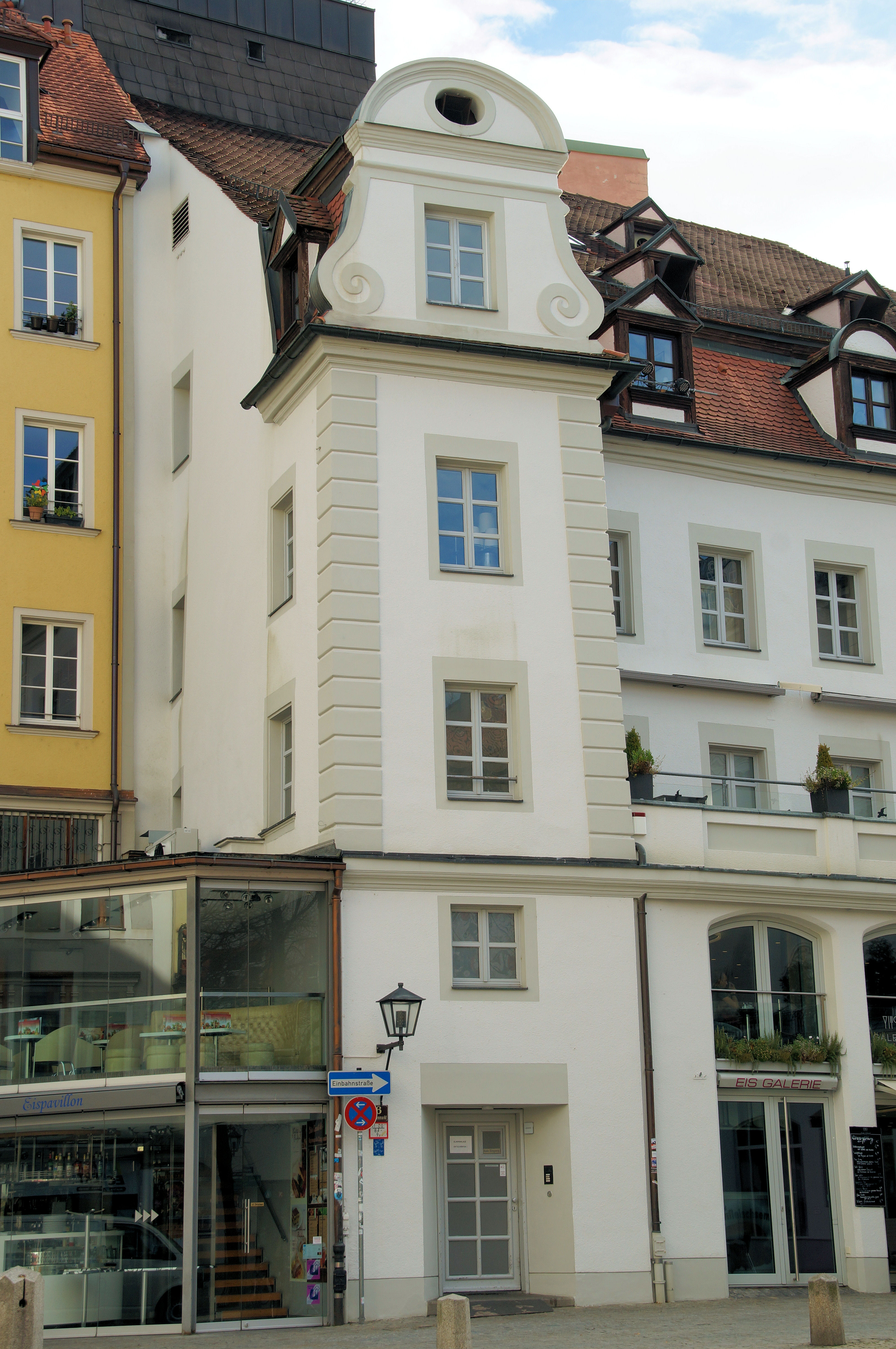
Kohlenmarkt 6 in Regensburg, ab ca. 1517 Apotheke am Markt, später genannt Mohrenapotheke, bis zum Umzug 1864

Heinrich Erndel (auch Erndl, Erndlin, Erndtel) war ein Sohn Mattis Erndls.
- 1589 übernahm er die väterliche „Apotheke am Markt“ (Kohlenmarkt), später als „Apotheke zum schwarzen Mohr“ und seit ungefähr 1649 als Mohrenapotheke bekannt.
- 1595 kaufte er am 30. Oktober zu seinem Erbteil die Anteile seiner drei Schwestern an dem Anwesen Haus am Markt zwischen H. Helmer und der Riemer Gerd[3] um 1100 Gulden.
- 1607 – Bestallung[4] als Leib- und Hofapotheker von Rudolf II. Kaiser des HRR († 1612).
- 1609 am 18. September verkaufte er die Apotheke und einen Garten in Regensburg. Heinrich Erndl wurde als „Bürger allhier und Kais. Majestät Leibapotheker zu Prag“ bezeichnet.
- 1612 – Bestallung als Leib- und Hofapotheker von Matthias, Kaiser des HRR († 1619).

Folgende Dokumente im Österr. Staatsarchiv in Wien betreffen den Apotheker Heinrich Erndel:
- 1612 – In der Aufstellung der unbezahlten Kammerschulden Rudolf II. vom Oktober 1612 sind unter vielen anderen wie den Besoldungskosten für Steinschneider, Juweliere, Goldmacher, Landschaftsmaler, Instrumentenbauer, Uhrmacher etc. auch folgende Poste zu finden: Heinrich Erndl Leib Appodegger, wegen seiner für Sr Kay: Mt: hochlöb: gedechtnis in Ir Mt: eigenen Cammer, vnd in deroselben Laboratorium gegebenen Arzney, vnd materialien, vermüg specificirter Verzeichnuß vndt Außzug hinterstehlig zu zahlen 3464 Tal 22 kr[5]
- 1615 – Rechtsstreit gegen Friedrich Christoph Graf von Mansfeld, wegen unbezahlte Lieferungen an sein verstorbenen Bruder: Auseinandersetzung wegen Schuldforderung Kl. führt aus, dem verstorbenen Bruder des Bekl. und Rat Rudolfs II. Ernst [VI.] Graf von Mansfeld[6]
- 1615 – Klage von Georg Friedrich Graf von Hardegg gegen Hans Erndlin, wegen intercessionalis an König von Frankreich ratione debiti[7]
- 1617 – In der Regierungszeit von Matthias Kaiser des HRR († 1619) erhielt Erndel im Jahre 1617 ein Adelsdiplom[8][9].

1623 starb er in Wolfenbüttel und wurde in der Kirche ebenda bestattet.

## Familie

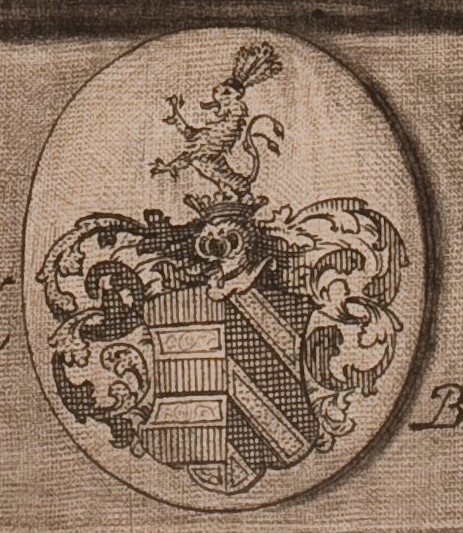
Wappen der Familie Erndel

Heinrich Erndel (Erndl) war ein Sohn des Regensburger Apotheker Mattis (auch Mattäus) Erndl (* ca. 1535 in Neuburg an der Donau, wo er 1563–1564 Apotheker gewesen ist; † 1587 in Regensburg) und Ursula (begraben am 7. Januar 1595 in Regensburg), Tochter des Advokaten und Ratsherrn in Regensburg, kurpfälz. u. kurköln. Rates Johann (Hans) Diemer und Anna geb. Grünbach, eine Nichte Philipp Melanchtons.
Erndels Geschwister waren:
1. Maria Erndl (* ca. 1562; † 1617 in Wiefelsdorf bei Schwandorf), Ehefrau von Andreas Raselius Ambergensis.
2. Ursula Erndl (* ca. 1567 in Regensburg; † 1617 in Wiefelsdorf, verheiratet in 1. Ehe mit Andreas Pankratìus Frauenholz (* um 1565 in Amberg; † um 1620 in Wiefelsdorf), Pastor in Wiefelsdorf, und in 2. Ehe am 19. Juni 1638 in Heilbronn mit Johann Georg Hartmann († 20. Januar 1671 in Bretzfeld).
3. Elisabeth Erndl (get. 20. September 1571 in Regensburg), verheiratet mit Thomas Fuchs (* ca. 1571 in Redwitz an der Rodach; † 6. Juni 1604 in Regensburg), Ev.-Luth. Prediger in Regensburg.

Seit dem 17. Oktober 1591 war Erndel verheiratet mit Jacobina Haller (* 1570 in Augsburg, † 1. April 1603 in Regensburg). Ihr Vater Nikolaus Haller (auch Heller) (* November 1539 in Augsburg; † 1584 in Regensburg) war Fuggerischer Faktor in Genua, Mailand und in Spanien, auch Kaiserlich- und Bairischen Rat); ihre Mutter Felizitas Vischer (* 1540 in Augsburg).
Sieben Kinder gingen aus der Ehe in Regensburg hervor:
1. Felicitas Erndel (get. 13. Juni 1592; † 1604 in Regensburg)
2. Jacobina I. Erndel (get. 27. Dezember 1593; † vor 3. September 1596)
3. Heinrich II. Erndel (* 7. April 1595; † 25. Juli 1646 in Oschersleben), Leibarzt des Kurfürsten Johann Georg I. zu Sachsen.
4. Jacobina II. Erndel (get. 3. September 1595; † 28. November 1668 in Hamburg), verheiratet um 1618 in Prag mit der Apotheker Georg Daurer (* 1590 in Franken; † 18. November 1660 in Hamburg)
5. Ursula Erndel (get. 8. November 1598; † 1604 in Regensburg)
6. Philippus Martinus Erndel (get. 21. November 1600)
7. Benigna Erndel (get. 20. April 1602; † 1604 in Regensburg)

Erndel verheiratet sich als Witwer in 2. Ehe am 9. Juli 1604 mit Anna Maria, einer Tochter von Hieronymus Widholz, Kaufmann in Augsburg und Sabina Stenglin. Sie begleitet ihn nach Prag und war ein geliebte Stiefmutter. Kaiser Ferdinand II. verbannte alle Protestanten aus Böhmen. Stiefsohn Dr. Heinrich II. Erndel nahm Anna Maria mit nach Sanct Annaberg und weiter nach Dresden, wo sie sich nach dem 6. August 1628 (Heiratsbrief) in 2. Ehe mit Wilhelm Wechtenbrugk von Hohenberg (* 1571 in Prag; † 10. September 1633 in Dresden), ehem. Hof-Handelsmann in Prag, vermählte. Anna Maria von Wechtenbrugk (auch Wechtenbruck) benennt am 12. März 1644 Herrn Dr. Heinrich Erndl, Churf. Sächs. Leibmedicus, und vermacht ihm eine silberne Flasche und Armbänder, und ein goldenes Ringlein seiner Tochter Jungfrau Dorothea. Das Testament am 31. Juli 1644 cassirt.